# کبراهای آب‌زی
کبراهای آب‌زی (نام علمی: Boulengerina) نام یک سرده از تیره کفچه‌ماران است.